# Otello

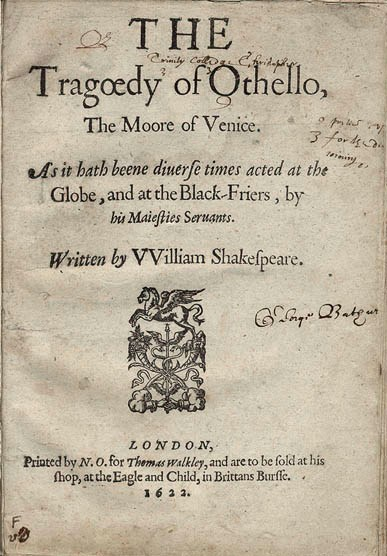
Tytułowa strona (1622)

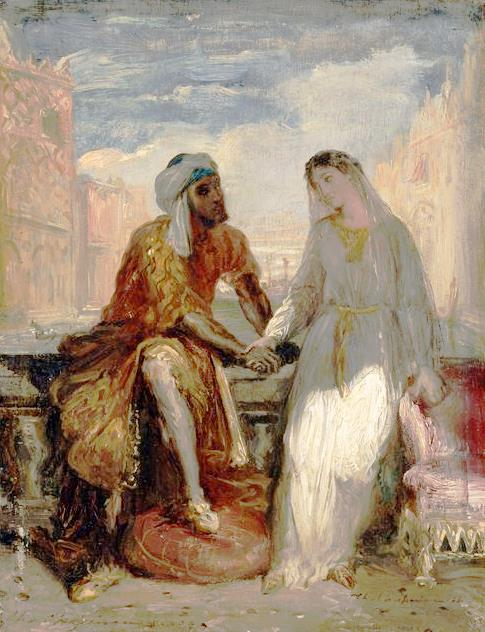
Otello i Desdemona w Wenecji, mal. Théodore Chassériau (1819–1856)

Otello (ang. Othello) – tragedia Williama Shakespeare’a napisana prawdopodobnie ok. 1602–1604. Maur Otello żeni się z córką weneckiego senatora Desdemoną. Za sprawą intryg – mimo że żona jest mu wierna – Otella ogarnia obsesyjna zazdrość.
Sztuka została po raz pierwszy wystawiona przez trupę Jego Królewskiej Mości w pałacu Whitehall dla króla Jakuba I 1 listopada 1604. W kwietniu i wrześniu 1610 w Globe Theatre odbyły się dwa kolejne z trzech znanych wystawień za życia Szekspira.
Po raz pierwszy Otella opublikowano w 1622 r.
Adaptacji filmowej dokonali William V. Ranous (1908), Orson Welles (1951), Siergiej Jutkiewicz (1955), Stuart Burge (1965), Franco Zeffirelli (1986), Oliver Parker (1995), Tim Blake Nelson (2001).

## Fabuła
Dowódca weneckiej armii Maur Otello poślubia Desdemonę. Demoniczny Jago, rozczarowany swymi niespełnionymi nadziejami, zaczyna podsuwać Otellowi myśl o zdradach Desdemony. Zarzuty są bezpodstawne, ale Jago umiejętnie roznieca zazdrość Otella. Na konsekwencje nie trzeba długo czekać. Szczery i bezpośredni Otello, dręczony nieustannymi podejrzeniami, nie wierzy w wierność Desdemony. Dusi żonę, po czym popełnia samobójstwo. Jago, którego wina wychodzi na jaw, zostaje ukarany.
Otello jest dość nietypowym dramatem w dorobku Szekspira; jest jednowątkowy, choć charakterystyczne dla autora są konstrukcje wielowątkowe, nie zawiera elementów „kosmicznych”, które tworzą specyficzną atmosferę dzieł twórcy. Otello stanowi studium dramatycznych, wielkich uczuć – niepohamowanej zazdrości (Otello) i paranoicznej żądzy zemsty (Jago).

## Polskie przekłady
Na język polski Otella tłumaczyli Józef Paszkowski (wyd. 1875), Leon Ulrich (wyd. 1875), Szczęsny Kluczycki (wyd. 1880), Zofia Siwicka (wyd. 1950), Krystyna Berwińska (wyd. 1956), Jerzy S. Sito (wyd. 1985), Stanisław Barańczak (wyd. 1993) i Maciej Słomczyński (wyd. 1999).